# 512 هـ
512 هـ هي سنة في التقويم الهجري امتدت مقابلةً في التقويم الميلادي بين سنتي 1118 و1119.

## مواليد
- أحمد بن علي الرفاعي
- أبو بكر بن طاهر الخدب
- فخر الدين المارديني

## وفيات
- أبو القاسم الأنصاري
- شمس الأئمة
- أبو العباس أحمد المستظهر بالله